# Martin Moxa
Martin Moxa (o Moya) fue un trovador del siglo XIII.

## Biografía
Apenas se conservan datos biográficos. De una de sus composiciones se deduce que era clérigo. Estuvo activo en la corte de Alfonso X. Carolina Michaëlis sugiere que era de origen aragonés, sin embargo, António Resende de Oliveira sitúa su procedencia en la localidad castellana de Moya (próxima a la frontera con la corona de Aragón). José Antonio Souto Cabo sostiene un origen gallego al identificarlo en documentación de la catedral de Santiago de 1281, según esta hipótesis sería un canónigo compostelano con propiedades en la zona de Padrón, probable hijo de Johan Martins Moxe.  
Se desconoce la fecha de su muerte, sin embargo, pudo fallecer a una edad muy avanzada, ya que su longevidad fue objeto de escarnio por parte del juglar Afonso Gómez de Sarria.  

## Obra
Se conservan 18 obras y una tensón de dudosa autoría. Son 12 cantigas de amor, 4 sirventés, una cantiga de escarnio y maldecir, además de una composición de difícil catalogación.